# Dolores Gallardo Núñez
Dolores Gallardo Núñez (Sevilla, 10 de juny de 1993), més coneguda com a Lola Gallardo, es una portera de futbol, jugadora del Club Atlético de Madrid Féminas i internacional amb Espanya, amb la qual ha jugat l'Eurocopa 2013 i el Mundial 2015.
El 2010 va ser nomenada millor jugadora de l'Eurocopa sub-17 i millor portera del Mundial sub-17. Amb l'Atlético ha jugat la Lliga de Campions i ha guanyat una Copa de la Reina.

## Palmarès
| Títols — Seleccions nacionals            |      |
| 1 Eurocopa sub-17                        | 2010 |
| Títols — Clubs                           |      |
| 1 Copa                                   | 2016 |
| Reconeixements — Premis                  |      |
| Millor portera del Mundial sub-17        | 2010 |
| Millor portera de l'Eurocopa sub-17      | 2010 |
| Reconeixements — Seleccions de jugadores |      |
|                                          |      |